# Francis Benfatto
Francis Benfatto (né le 7 juin 1958) est un culturiste français, ayant concouru au plus haut niveau mondial, connu des amateurs pour son physique particulièrement harmonieux et proportionné.

## Parcours
Francis Benfatto est né à Casablanca au Maroc, puis sa famille s'est installée en France. À l'âge de 14 ans, il s'inscrit au gymnase Barada à Toulouse, une salle où s'entraînaient des athlètes spécialisés en haltérophilie, force athlétique et culturisme (dans une ambiance qu'il décrit comme chaleureuse et fraternelle, sans préjugés ni mépris entre les pratiquants de ces disciplines généralement présentées comme antagonistes, bien que toutes trois basées sur l'entraînement avec charges). Particulièrement doué, il progresse jusqu'à remporter le concours Mr. France en 1982, puis se classe 5e au Mr. Universe 1985 en catégorie poids-moyens, puis 2e au World Amateur Championship 1987 (IFBB) en poids-moyens également, devenant alors professionnel. Pour son premier concours pro, au Grand Prix de France 1988, il se classe 9e.
Il est l'un des très rares athlètes français à avoir participé au prestigieux concours Mr. Olympia, où il est classé 6e en 1990, lui permettant de décrocher un contrat de sponsoring avec Joe Weider. Espérant l'emporter l'année suivante, il est classé 7e (ce qui est en soi une performance remarquable : outre Thierry Pastel, autre français, classé 8e, il bat Rich Gaspari, Robby Robinson, Bob Paris qui est un de ses modèles, et Samir Bannout le vainqueur en 1983, sur un plateau particulièrement fourni comportant au total 26 compétiteurs) ; il commence à se décourager en constatant que les critères de jugement privilégient de plus en plus la quantité à la qualité, soit la surenchère d'hypertrophie musculaire plutôt que l'esthétique, les proportions, le détail. De plus, une sévère blessure au pectoral droit entrave sa progression. Il participe encore en 1993 à l'Arnold Classic puis au Grand Prix de France et au Grand Prix d'Allemagne, avant de se retirer des compétitions.
D'une exceptionnelle longévité dans le milieu du culturisme professionnel, il est revenu à la compétition au Grand Prix d'Australie 2006 à l'âge de 48 ans, se classant 6e et présentant un physique jugé supérieur à celui exhibé lors de ses anciennes prestations, réussissant l'un des plus impressionnants comebacks de l'histoire de cette discipline. Shawn Ray l'a cité parmi ses principales inspirations, avec Chris Dickerson et Bob Paris.
Il a conçu un système d'entraînement appelé A.R.T., pour Auto Regulation Training, auquel il attribue sa longévité. Un des aspects les plus importants de cette méthode est le R.P.E., pour Rate of Perceived Exertion, un barème caractérisant précisément la difficulté de chaque série, permettant un suivi et une planification personnalisée en fonction des résultats obtenus, de manière à maximiser le développement et minimiser les risques de blessures ou de surentraînement.
En novembre 2018 il est mis en examen pour avoir commercialisé un complément alimentaire contenant deux substances « dont l'association est interdite en France », étant en outre suspecté d'avoir enfreint la législation concernant les allégations thérapeutiques ; son avocate plaide l'ignorance et l'incohérence entre les avis des autorités sanitaires française et européenne, qui doit profiter au prévenu en cas de litige judiciaire.

## Mensurations
- Taille : 1,70 m
- Poids en compétition : 88 à 93 kg
- Tour de poitrine : 129 cm
- Tour de taille : 74 cm
- Tour de bras : 51 cm
- Tour de cuisses : 68 cm
- Tour de mollets : 46 cm

## Palmarès
- 1982 – Mr. France, 1er
- 1985 – Mr. Universe (poids-moyens), 1er
- 1985 – IFBB World Amateur Championship (poids-moyens), 5e
- 1986 – IFBB European Amateur Championship (poids-moyens), 3e
- 1986 – IFBB World Amateur Championship (poids-moyens), 3e
- 1987 – IFBB World Amateur Championship (poids-moyens), 2e
- 1988 – IFBB Grand Prix de France, 9e
- 1988 – IFBB Night of Champions, 9e
- 1989 – IFBB Grand Prix de France, 6e
- 1989 – IFBB Grand Prix d'Allemagne 4e
- 1989 – IFBB Grand Prix d'Espagne, 8e
- 1989 – IFBB Grand Prix de Suède, 7e
- 1989 – IFBB Mr. Olympia, 12e
- 1990 – IFBB Night of Champions, 8e
- 1990 – IFBB Mr. Olympia, 6e
- 1991 – IFBB Arnold Classic, 10e
- 1991 – IFBB Ironman Pro Invitational, 7e
- 1991 – IFBB Mr. Olympia, 7e
- 1992 – IFBB Arnold Classic, 9e
- 1992 – IFBB Mr. Olympia, 15e
- 1992 – IFBB Pittsburgh Pro Invitational, 8e
- 1993 – IFBB Arnold Classic, 13e
- 1993 – IFBB Grand Prix de France, 9e
- 1993 – IFBB Grand Prix d'Allemagne, 13e
- 2006 – IFBB Grand Prix d'Australie, 6e